# Hipogeu de Hal Saflieni
O Hipogeu de Hal Saflieni é o único templo subterrâneo prehistórico conhecido; foi escavado por volta de 2500 a.C. Sua função primordial foi a de santuário e depois, mas ainda em tempos prehistóricos, converteu-se em uma necrópole. Fica localizado nos limites do município de Paola, no sudeste da ilha de Malta. Foi declarado Patrimônio Mundial da UNESCO em 1980.
O hipogeu foi descoberto por acidente, em 1902, durante as obras de construção de cisternas. As primeiras escavações foram dirigidas pelo Padre Manuel Magri, da Companhia de Jesus. Após a morte de Magri em 1907, o arqueólogo Themistocles Zammit assumiu a empreitada. Entre 1992 e 1996 foram realziados alguns trabalhos de restauração.

## A estrutura do hipogeu
O hipogeu está configurado em 3 níveis:

### Primeiro nível
Muito similar às tumbas de Xemxija, também em Malta. Trata-se da parte mais antiga do hipogeu; compõe-se de várias covas naturais ampliadas artificialmente, cerca de dez metros abaixo do nível do solo.

### Segundo nível
Neste nível o trabalho de pedra é mais refinado. Entre as salas destacam-se a Principal, a do Oráculo e a Sancta Sanctorum.

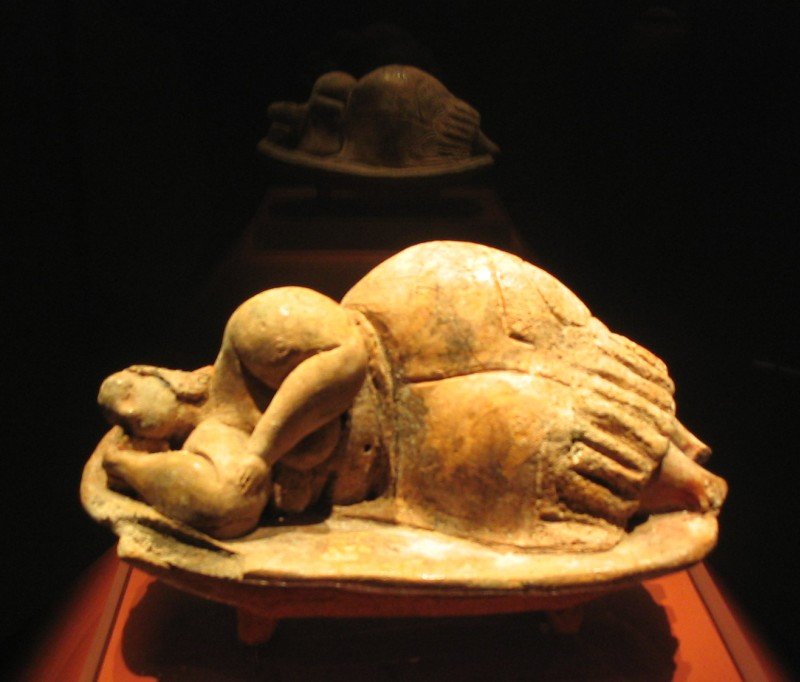
A dormente, Museu Arqueológico, La Valleta, Malta.

#### A Sala Principal
Esta sala circular está escavada na rocha. Tem várias entradas em forma de trilito; algumas são cegas e outras conduzem a diferentes salas. A cor predominante é ocre avermelhado. Nesta sala foram encontradas estatuetas da dormente, que são conservadas no Museu Arqueológico de Valeta.

#### A Sala do Oráculo
A Sala do Oráculo tem formato aproximadamente retangular. É uma das menores e se caracteriza por produzir um eco forte com vozes masculinas. O teto é decorado com espirais e círculos de ocre avermelhado.

#### A Sala Decorada
É uma espaçosa sala circular de paredes lisas e inclinadas, ricamente decoradas com desenhos geométricos. À direita da entrada há uma mão escavada na rocha.

#### O Poço das Serpentes
É um poço de dois metros de profundidade que foi usado para guardar serpentes ou para coletar esmolas.

#### O Sancta Sanctorum
Caracteriza-se por uma entrada marcada por três trilitões encaixados uns nos outros.

### Terceiro nível
O nível inferior era provavelmente um armazém de grãos.

## Turismo
O escritório encarregado do patrimônio maltês restrigiu o acesso ao hipogeu a 80 pessoas por dia, a fim de se preservar o local. Aconselha-se a reservar a visita com pelo menos 5 semanas de antecedência, sobretudo na alta temporada.